# Kosuge
Kosuge (小菅村?) è un villaggio giapponese della prefettura di Yamanashi.